# Guy Lafleur

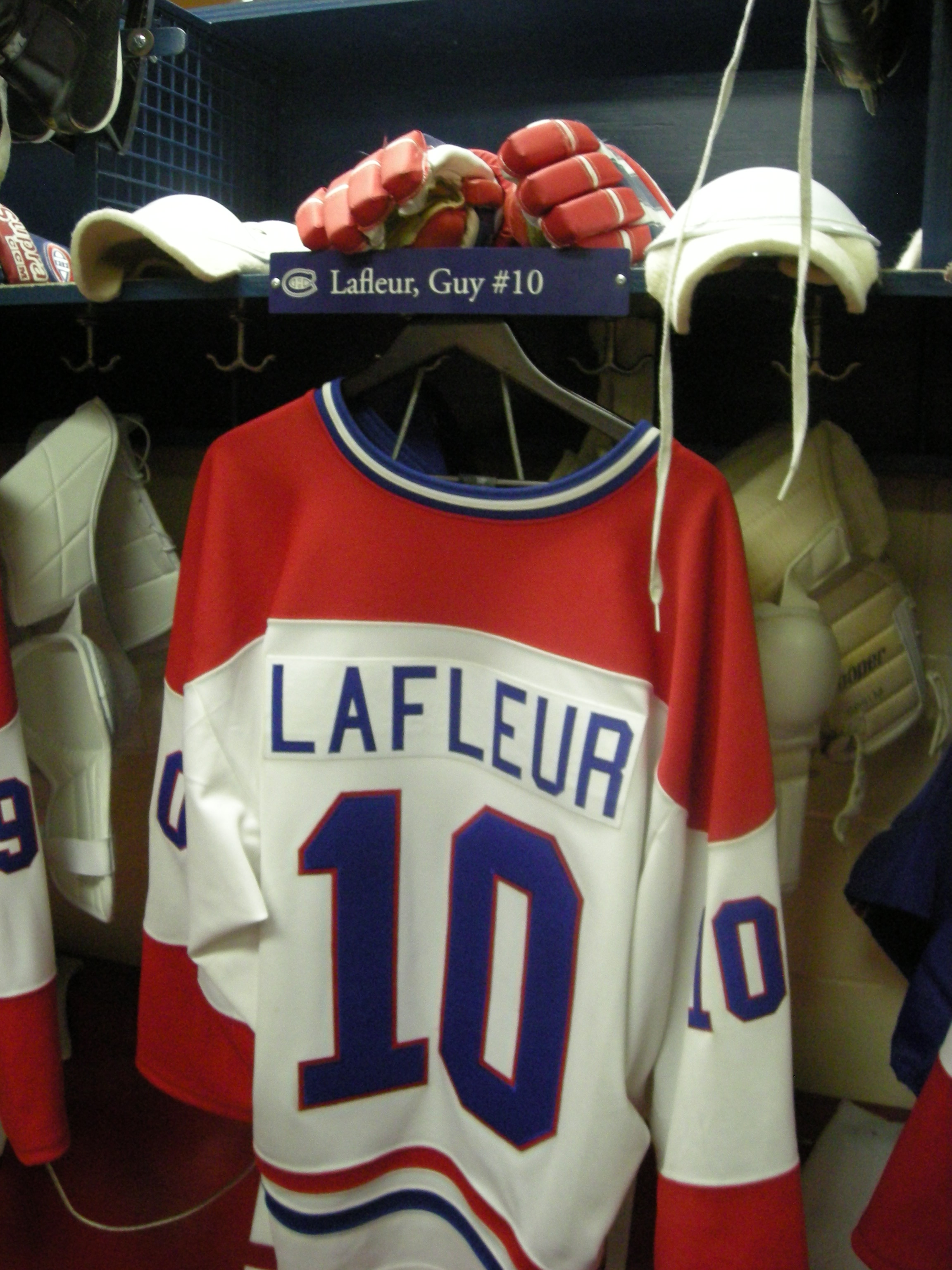
Shirt Lafleur

Guy Damien Lafleur (Thurso, 20 september 1951 – Montreal, 22 april 2022) was een Canadese professionele ijshockey-speler die algemeen wordt beschouwd als een van de meest natuurlijk begaafde en populaire spelers ooit in het professionele ijshockey. Tussen 1971 en 1991 speelde hij voor de Montreal Canadiens, New York Rangers en de Quebec Nordiques in de National Hockey League. Zijn carrière van 17 seizoenen leverde hem vijf Stanley Cup kampioenschappen op.
- Gemeinsame Normdatei: 1256058203
- International Standard Name Identifier: 0000 0000 7407 0213
- Library of Congress Control Number: n79101304
- MusicBrainz: d41d134e-bc14-4358-9692-938edb9a41c3
- Virtual International Authority File: 20965751
- WorldCat: E39PBJhH3Y3y4jDdhfpKJPqCwC